# Rockoper
Eine Rockoper ist ein Teil der Rockmusik, der eine Handlung erzählt. Oft übernehmen fiktive Personen, die in dieser Handlung vorkommen, Gesangsrollen, das heißt, die Texte der Lieder sind teilweise Monologe oder Dialoge solcher Figuren. Beispiele für eine Rockoper sind das Album Tommy der britischen Rockband The Who (1969), Hair (1967), Jesus Christ Superstar (1971) sowie The Rocky Horror Show (1973). 

## Rockoper und Konzeptalbum
Bei einer Rockoper in Albumlänge handelt es sich immer auch um ein Konzeptalbum (vgl. „Sgt. Pepper“), da die Stücke des Albums durch ein einheitliches „Konzept“, nämlich die Handlung, miteinander verbunden werden. Dadurch unterscheidet sich das Konzeptalbum bzw. die Rockoper von einem konventionellen Album, bei dem die einzelnen Stücke in keinem inhaltlichen Zusammenhang zueinander stehen. Andererseits muss bei einem Konzeptalbum das vereinheitlichende Konzept nicht unbedingt eine Handlung sein, sondern kann eine andere Thematik darstellen. Insofern ist also jede Rockoper ein Konzeptalbum, aber nicht umgekehrt jedes Konzeptalbum eine Rockoper.

## Geschichte
Als erste Rockoper, allerdings noch nicht in Albumlänge, kann das Stück A Quick One While He’s Away auf der LP A Quick One von The Who gelten. Es handelt sich hierbei um eine Folge von sechs Stücken, welche die Geschichte der Verführung einer verheirateten Frau (gespielt von Pete Townshend) durch einen Lokführer namens Ivor (gespielt von John Entwistle) erzählt.
Als vermutlich erste Rockoper in Albumlänge erschien Ende 1967 die LP Story of Simon Simopath der britischen Gruppe Nirvana (nicht zu verwechseln mit der US-amerikanischen Grunge-Band gleichen Namens). Im folgenden Jahr erschien S. F. Sorrow der ebenfalls britischen Gruppe The Pretty Things. 1969 wurde dann Tommy von The Who und Arthur (Or the Decline and Fall of the British Empire) von den Kinks veröffentlicht. Eine weitere Rockoper ist das 1971 uraufgeführte Werk Jesus Christ Superstar. Die erste deutschsprachige Rockoper lieferte 1971 die Kölner Gruppe Floh de Cologne mit Profitgeier. Die – an Plattenverkäufen gemessen – erfolgreichste Rockoper ist das 1979 veröffentlichte Album The Wall der Gruppe Pink Floyd. Als „punk rock opera“ bezeichnete die US-amerikanische Band Green Day ihr Album American Idiot aus dem Jahr 2004.
Der Begriff wurde wohl von Pete Townshend geprägt, der schon A Quick One While He’s Away als „mini-opera“ und später Tommy als „rock opera“ bezeichnete.
In Fortführung des Begriffs verwendete das Musikprojekt Avantasia im Jahr 2000 die Bezeichnung Metal Opera für ihre Alben. Später wurde dieser Begriff auch von Ayreon und für Days of Rising Doom verwendet. Kennzeichnend ist neben der verschiedene Substile des Metalgenres abdeckenden Musik die Verteilung einer Vielzahl von Sängern auf verschiedene innerhalb des Konzepts vergebene Rollen. Weiterhin ist musikalisch neben einer Stammbesetzung üblicherweise eine Reihe von Gastmusikern für instrumentale Beiträge wie Soli verantwortlich.

## Chronologie
- Dezember 1966: A Quick One, While He’s Away von The Who
- Juni 1967: Robinson 2000, Beat-Oper der Berliner Brüder Gert, Peter und Ralph Möbius[1]
- Juli 1967 (1996): A Teenage Opera, Projekt von Mark Wirtz
- Oktober 1967: The Story of Simon Simopath von der britischen Band Nirvana[2]
- Dezember 1968: S. F. Sorrow von der britischen Band The Pretty Things (Aufnahmen von 1967 bis September 1968)
- Mai 1969: Tommy von The Who (Aufnahmen vom September 1968 bis März 1969)
- Oktober 1969: Arthur (Or the Decline and Fall of the British Empire) von The Kinks
- Juni 1973: The Rocky Horror Show von Richard O’Brien